# Оксид-сульфид плутония(III)
Оксид-сульфид плутония(III) — неорганическое соединение, 
оксосоль металла плутония и сероводородной кислоты,
формулой Pu2O2S,
чёрные кристаллы.

## Получение
- Пропускание сероводорода через нагретый гидроксид плутония(III):

{\displaystyle {\mathsf {2Pu(OH)_{3}+H_{2}S\ {\xrightarrow {1225-1300^{o}C}}\ \ Pu_{2}O_{2}S+4H_{2}O}}}

## Физические свойства
Оксид-сульфид плутония(III) образует чёрные, с металлическим блеском кристаллы
тригональной сингонии,
пространственная группа P 3m1,
параметры ячейки a = 0,3919 нм, c = 0,6755 нм, Z = 1,
структура типа Ce2O2S.
При низких температурах переходит в антиферромагнитное состояние с температурой Нееля 28 К .